# Blankovollmacht
Eine Blankovollmacht ist eine umfassende, eventuell sogar allumfassende Vollmacht. Der Aussteller macht dabei keine weiteren Angaben zur Einschränkung des Wirkungsumfangs der Vollmacht. Wenn eine solche Blankovollmacht ihrem Inhalt nach gegen die guten Sitten verstößt, kann sie als sittenwidrig juristisch angefochten werden und wird dann bei Erfolg gegebenenfalls für nicht wirksam erklärt.

## Wortherkunft
Im Geld- und Rechnungswesen hat das Wort blanko die Bedeutung von leer, unbeschrieben und wurde Ende des 17. Jahrhunderts aus dem italienischen Wort bianco (weiß) entlehnt und an das deutsche Wort blank (bloß, unbedeckt) angepasst. Das Adverb blanko wird besonders für Wortzusammensetzungen wie Blankovollmacht oder Blankoscheck verwendet, es bedeutet also nicht vollständig ausgefüllt.

## Geschichte
Unter der historischen Blankovollmacht oder dem Blankoscheck von 1914 versteht man das Bekunden des deutschen Kaisers Wilhelm II., „im Einklang mit seinen Bündnisverpflichtungen und seiner alten Freundschaft treu an der Seite Österreich-Ungarns [zu] stehen“
(aus: Telegramm des deutschen Reichskanzlers an die deutsche Botschaft in Wien, 5. Juli 1914).
Diese Vollmacht gab Österreich-Ungarn in der Julikrise die notwendige Rückendeckung für ein Ultimatum an Serbien. Die Blankovollmacht gilt als die letzte Voraussetzung für den Ausbruch des Ersten Weltkrieges. Mit dieser Vollmacht gab die deutsche Reichsregierung Wien grünes Licht für das Vorgehen gegen Serbien und drängte auf eine schnelle Aktion, „um den jetzigen für uns so günstigen Moment nicht unbenutzt zu lassen“, wie Kaiser Wilhelm meinte. Er glaubte nämlich, dass Russland noch nicht kriegsbereit sei, und man somit einen Zweifrontenkrieg verhindern könnte. Unterstellt man Deutschland zu diesem Zeitpunkt nicht den Willen zum „Großen Krieg“, wie es beispielsweise Fritz Fischer tat, könnte diese Blankovollmacht sogar den deutschen Glauben an eine Lokalisierbarkeit des Krieges widerspiegeln. Beispielsweise meint Volker Berghahn, dass der deutsche Reichskanzler Theobald von Bethmann Hollweg diesen Blankoscheck nur für eine begrenzte Aktion auf dem Balkan ausstellte. In diesem Fall hätte die Vollmacht eine Funktion der Abschreckung erfüllen können, indem sie Mächten, die Pläne gehabt haben könnten, Österreich-Ungarn aufgrund ihres Krieges mit Serbien anzugreifen, klarzumachen, dass sie in diesem Fall nicht nur Österreich-Ungarn als Gegner fürchten müssten, sondern eben auch Deutschland. Möglicherweise glaubte der Kaiser laut Berghahn zu diesem Zeitpunkt tatsächlich, dass er so den Krieg lokal begrenzen könnte – dass er eben auf dem Balkan ausgetragen würde – und dass so der große Krieg mit Russland, Frankreich und England vermieden werden könnte.
In den Jahren seit 1890 war das Bündnissystem Bismarcks zerbrochen: Deutschland war durch eine Reihe von Zwangsläufigkeiten und eigenen Fehlern in Europa weitgehend isoliert. Die meisten anderen europäischen Großmächte waren miteinander verbündet. Ihr Bündnis richtete sich zwar nicht explizit gegen Deutschland, die Gefahr war aber vorhanden, dass ein Konflikt zwischen einem deutschen Alliierten und einem Mitglied der Triple Entente zur Verwicklung Deutschlands in den Krieg führen konnte. Letzter verbliebener Partner des Deutschen Reiches war Österreich-Ungarn. Um diesen nicht auch noch zu verlieren, gab die deutsche Reichsregierung Wien den Blankoscheck und nahm damit den Krieg in Kauf.
Der australische Historiker Christopher Clark, der sich in der Bewertung der deutschen "Blankovollmacht" weitgehend Berghahns Auffassung anschließt, spricht analog dazu von einem französischen "Blankoscheck" der Pariser Regierung an Russland (d. h. der französischen Zusicherung, Russland bei einem wie auch immer gearteten Konflikt mit Österreich-Ungarn bedingungslos zu unterstützen), der jedoch bereits vor der Julikrise ausgestellt worden sei.

### Kunst
Blankovollmacht ist auch der Titel eines surrealistischen Gemäldes von René Magritte.